# Torneio de Montreux de 1961
O Torneio de Montreux de 1961  foi a 35ª edição do Torneio de Montreux.

## 1ª Fase

### Grupo 1
|    | Equipe      | Pts | J | V | E | D | GM | GS | DG |
| -- | ----------- | --- | - | - | - | - | -- | -- | -- |
| 1º | CP Voltregá | 9   | 3 | 3 | 0 | 0 | 20 | 3  | 17 |
| 2º | Modena      | 6   | 3 | 1 | 1 | 1 | 9  | 12 | -3 |
| 3º | Inglaterra  | 5   | 3 | 1 | 0 | 2 | 9  | 15 | -6 |
| 4º | Alemanha    | 4   | 3 | 0 | 1 | 2 | 5  | 13 | -8 |

|             | Espanha | Itália | Inglaterra | Alemanha |
| ----------- | ------- | ------ | ---------- | -------- |
| CP Voltregá |         | 7-1    | 5-0        | 8-2      |
| Modena      |         |        | 3-3        | 1-3      |
| Inglaterra  |         |        |            | 6-4      |
| Alemanha    |         |        |            |          |

### Grupo 2
|    | Equipe        | Pts | J | V | E | D | GM | GS | DG  |
| -- | ------------- | --- | - | - | - | - | -- | -- | --- |
| 1º | HC Montreux   | 9   | 3 | 3 | 0 | 0 | 17 | 9  | 8   |
| 2º | SL Benfica    | 6   | 3 | 1 | 1 | 1 | 15 | 8  | 7   |
| 3º | Países Baixos | 5   | 3 | 0 | 2 | 1 | 8  | 11 | -3  |
| 4º | Bélgica       | 4   | 3 | 0 | 1 | 2 | 6  | 18 | -12 |

|               | Portugal | Países Baixos | Suíça | Bélgica |
| ------------- | -------- | ------------- | ----- | ------- |
| SL Benfica    |          | 3-3           | 3-4   | 9-1     |
| Países Baixos |          |               | 3-6   | 2-2     |
| Montreux HC   |          |               |       | 7-3     |
| Bélgica       |          |               |       |         |

## Fase Final

### 5º-8º lugar
| 7º lugar   | Res | 8º lugar      |
| ---------- | --- | ------------- |
| Bélgica    | 4-2 | Alemanha      |
| 5º lugar   | Res | 6º lugar      |
| Inglaterra | 6-3 | Países Baixos |

### Apuramento Campeão
|    | Equipe      | Pts | J | V | E | D | GM | GS | DG |
| -- | ----------- | --- | - | - | - | - | -- | -- | -- |
| 1º | CP Voltregá | 9   | 3 | 3 | 0 | 0 | 14 | 6  | 8  |
| 2º | SL Benfica  | 7   | 3 | 2 | 0 | 1 | 15 | 13 | 2  |
| 3º | Modena      | 5   | 3 | 1 | 0 | 2 | 13 | 15 | -2 |
| 4º | Montreux HC | 3   | 3 | 0 | 0 | 3 | 7  | 15 | -8 |

|            | Portugal | Espanha | Suíça | Itália |
| ---------- | -------- | ------- | ----- | ------ |
| SL Benfica |          | 2-4     | 5-3   | 8-6    |
| Modena     |          |         | 4-3   | 6-1    |
| Inglaterra |          |         |       | 1-6    |
| Alemanha   |          |         |       |        |